# Campagne des quatre nuisibles

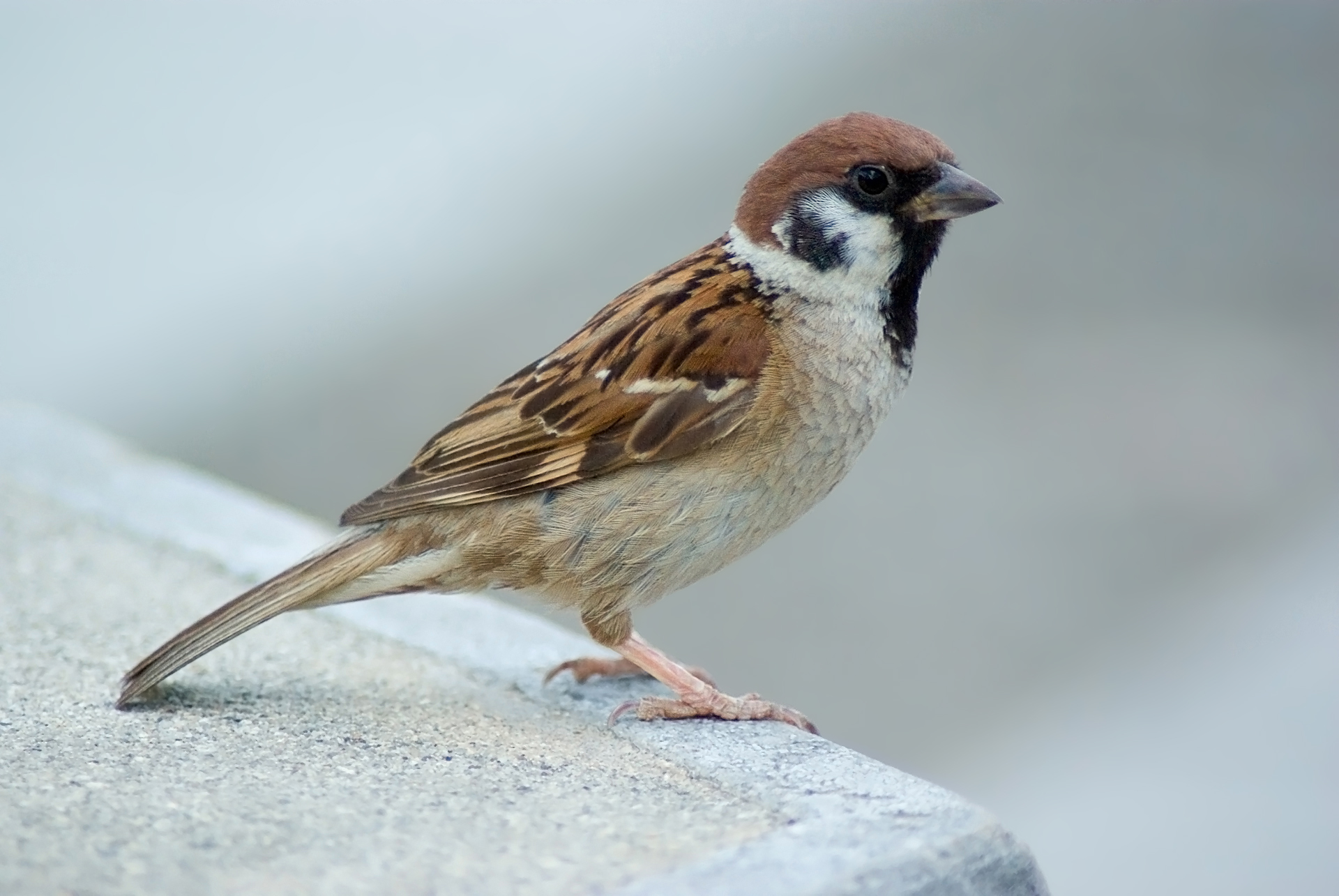
À la demande du président Mao Zedong, les moineaux furent tués par les paysans, causant un déséquilibre écologique majeur

La campagne des quatre nuisibles (chinois simplifié : 除四害运动 ; chinois traditionnel : 除四害運動 ; pinyin : chú sì hài yùndòng), selon le langage officiel, aussi appelée grande campagne du moineau (chinois simplifié : 打麻雀运动 ; chinois traditionnel : 打麻雀運動 ; pinyin : dǎ máquè yùndòng) ou campagne « Tuez les moineaux » (chinois simplifié : 消灭麻雀运动 ; chinois traditionnel : 消滅麻雀運動), fut l'une des premières campagnes lancées lors du Grand Bond en avant de 1958 à 1962. Les quatre nuisibles à éliminer étaient les rats, les mouches, les moustiques et les moineaux friquets.

## Campagne

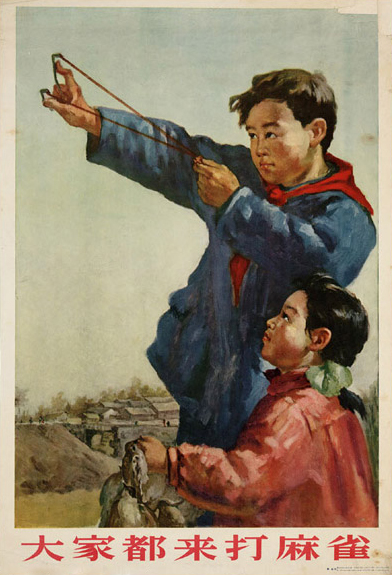
Affiche de 1956.
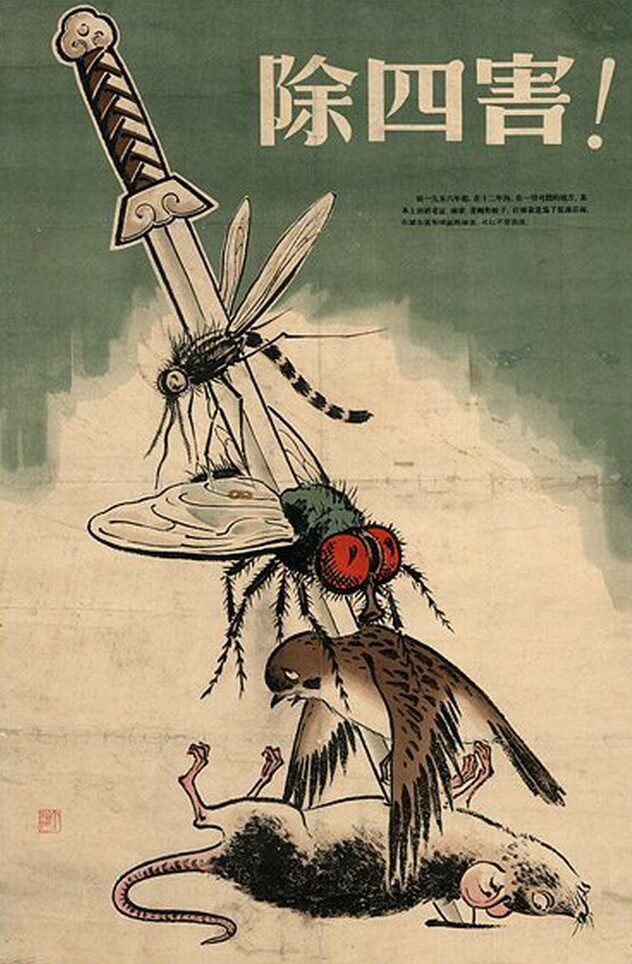
Affiche de 1958.
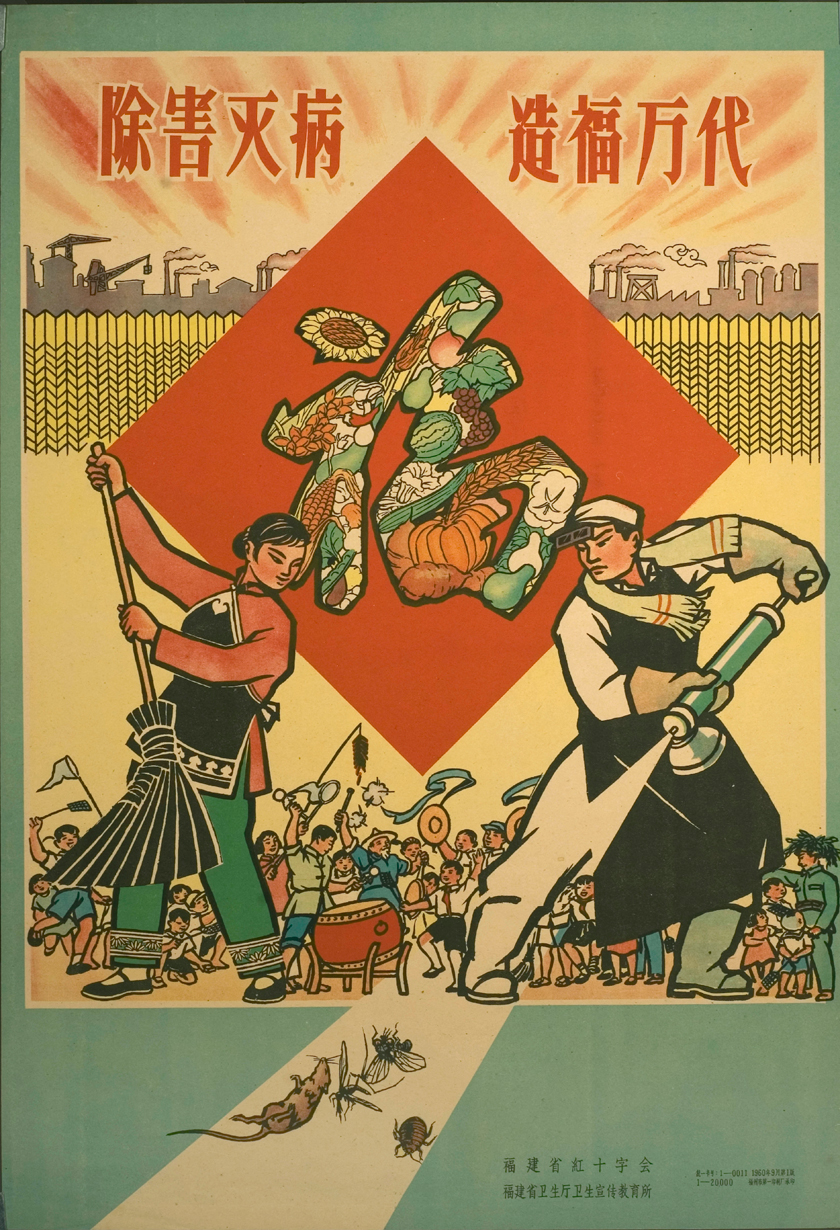
Affiche de 1960.

### Les oiseaux
La campagne contre les « quatre nuisibles » fut une campagne d'hygiène à grande échelle, instaurée par Mao Zedong, qui avait identifié la nécessité d'exterminer les moustiques, mouches, rats et moineaux. Les moineaux (principalement le Moineau friquet) avaient été inclus sur la liste parce qu'ils mangent les graines de céréales, privant la population majoritairement rurale du fruit de son travail. Les masses populaires chinoises avaient été mobilisées pour éradiquer les oiseaux. Les citoyens avaient alors la consigne de faire du bruit (en frappant des pots et des casseroles ou des tambours) pour effrayer les oiseaux et les empêcher de se poser, les forçant ainsi à voler jusqu'à ce qu'ils tombent du ciel d'épuisement. Les nids furent démolis, les œufs cassés, et les oisillons tués. Les moineaux et autres oiseaux furent abattus dans le ciel, entraînant la quasi-disparition des oiseaux en Chine.
En avril 1960, les dirigeants chinois se rendirent compte que les moineaux ne mangeaient pas seulement les céréales, mais également une grande quantité d'insectes. Plutôt que d'être augmentés, les rendements de riz après la campagne ont sensiblement diminué. Mao a alors ordonné la fin de la campagne contre les moineaux, la remplaçant par la chasse aux punaises dans la campagne en cours contre les quatre nuisibles. Mais il était trop tard : en l'absence de moineaux pour les manger, les populations de criquets ont dangereusement augmenté dans le pays. Il en résulta une amplification des problèmes écologiques déjà causés par le Grand Bond en avant. Un tel déséquilibre écologique est mis en avant par certains pour expliquer la Grande Famine chinoise dans laquelle plus de 30 millions de personnes seraient mortes de faim.
Le gouvernement chinois a finalement recours à l'importation de 250 000 moineaux d'Union soviétique pour repeupler le territoire chinois.

### Les insectes
Pour lutter contre les mouches et moustiques, puis les punaises, les écoles distribuent des pompes de DDT aux enfants.

### Les rats
Les écoliers sont mis à contribution aussi pour les rats, et chaque classe lance un concours du nombre de queues de rat rapportées, pour encourager l'extermination.
Pour inciter à tuer ces rongeurs, une prime était versée par queue de rat rapportée aux autorités, mais certains se sont mis à élever des rats.